# Запис Симовића храст (Љубић)
Запис Симовића храст (Љубић) се налази на парцели чији је власник Симовић Гвозден.

## Локација
| Општина             | Кнић                                                                        |
| Катастарска општина | Љубић                                                                       |
| Потес               | Пањевац                                                                     |
| Координате          | 43° 56′ 17″ С; 20° 47′ 46″ И / 43.938099999999999° С; 20.795999999999999° И |
| Надморска висина    | 0m                                                                          |

## Карактеристике
Дендрометријске вредности утврђене на терену и сателитским снимцима:
| Стабло                     | Храст |
| Висина стабла              | m     |
| Обим дебла                 | m     |
| Пречник крошње             | 12m   |
| Пречник дебла              | m     |
| Висина дебла до прве гране | m     |

## База записа
Запис је у оквиру Викимедија пројекта "Запис - Свето дрво" заведен под редним бројем 0601.